# David Karanka de la Hoz
David Karanka de la Hoz (Vitòria, 20 d'abril de 1978) és un exfutbolista basc, que ocupava la posició de davanter. És germà del també futbolista Aitor Karanka de la Hoz.

## Trajectòria
Sorgeix del planter de l'Athletic Club. Després de passar pel Baskonia i el Bilbao B, debuta a primera divisió en dos partits de la temporada 99/00. A l'any següent és cedit al CF Extremadura, amb qui marca 13 gols.
Retorna a l'Athletic Club, però no aconsegueix fer-se un lloc titular i només hi apareix en sis ocasions. L'estiu del 2002 fitxa pel Reial Múrcia. Anotaria 13 gols amb l'equip pimentoner, que van ajudar a l'ascens a la màxima categoria. De nou a Primera, el davanter marca set gols per al seu equip, que finalitzaria cuer de la classificació.
De nou a Segona, Karanka hi romandria un any més amb el Murcia abans de marxar a l'Sporting de Gijón el 2005. Romandria dues campanyes i mitja a l'equip asturià, sent un període discret. La segona part de la temporada 07/08 la jugaria amb el Real Unión de Irun.
La 08/09 milita a la UE Sant Andreu, i la següent al CD Guijuelo, ambdós de categories més modestes.